# 顯赫墨頭魚
顯赫墨頭魚（学名：Garra notata）为輻鰭魚綱鯉形目鲤科墨头鱼属的其中一種，分布於亞洲印度西高止山及緬甸，體長可達5公分，棲息在高山溪流。